# Gregg McClymont

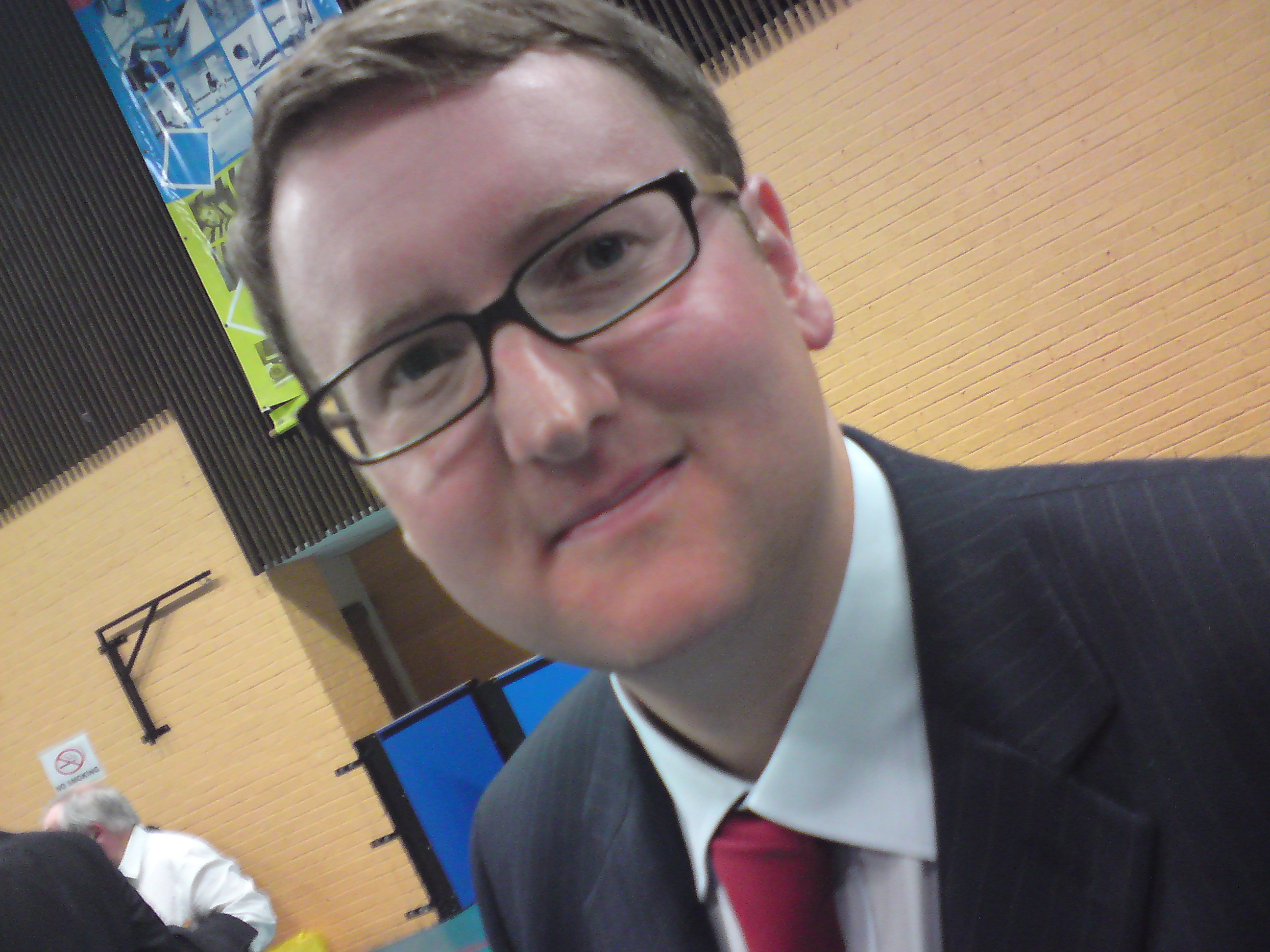
Gregg McClymont

Gregg McClymont (* 3. Juni 1976 in Cumbernauld, North Lanarkshire) ist ein schottischer Politiker der Labour Party.

## Leben
McClymont wurde im Cumbernaulder Stadtteil Kildrum geboren. Von 1988 bis 1993 besuchte er die Cumbernauld High School und studierte dann Geschichte an der Universität Glasgow. Er gewann ein Thouron-Stipendium, welches ihm einen Studienaufenthalt an der Universität von Pennsylvania ermöglichte. 1999 schrieb sich McClymont an der Universität Oxford ein, an der er in Geschichte promoviert wurde. Im Anschluss war McClymont als Dozent am St Hugh’s College der Universität Oxford tätig.

## Politischer Werdegang
Seit seiner Einführung vertrat die Labour-Politikerin Rosemary McKenna den Wahlkreis Cumbernauld, Kilsyth and Kirkintilloch East im britischen Unterhaus. Als diese zu den Unterhauswahlen 2010 nicht mehr antrat, wurde McClymont als ihr Nachfolger aufgestellt. Mit einem Stimmenanteil von 57,2 % gewann er das Mandat deutlich und zog in der Folge erstmals in das House of Commons ein. Dort war er Mitglied der Ausschüsse für Wissenschaft und Technologie sowie für Gewerbe, Innovationen und Kompetenzen. Ab 2011 war McClymont im Schattenkabinett der Labour Party als Staatssekretär für Renten vorgesehen. Des Weiteren fungierte er als stellvertretender Whip. Nach massiven Stimmgewinnen der SNP verlor McClymont sein Mandat bei den folgenden Unterhauswahlen 2015 und schied aus dem britischen Unterhaus aus. Das Mandat ging an den SNP-Kandidaten Stuart McDonald.